# Stade de la Libération
Stade de la Libération – wielofunkcyjny stadion w Boulogne-sur-Mer, we Francji. Został otwarty 1 czerwca 1952 roku. Może pomieścić 15 204 widzów. Swoje spotkania rozgrywają na nim piłkarze klubu US Boulogne.